# Congregación de Panales
Congregación de Panales är en ort i Mexiko.   Den ligger i kommunen Pueblo Nuevo och delstaten Guanajuato, i den centrala delen av landet, 260 km nordväst om huvudstaden Mexico City. Congregación de Panales ligger 1 721 meter över havet och antalet invånare är 317.
Terrängen runt Congregación de Panales är huvudsakligen platt, men den allra närmaste omgivningen är kuperad. Runt Congregación de Panales är det tätbefolkat, med 257 invånare per kvadratkilometer. Närmaste större samhälle är Irapuato, 12,9 km norr om Congregación de Panales. Trakten runt Congregación de Panales består till största delen av jordbruksmark.